# Ортоцентр
Ортоцентр (від грец. ορθοξ — прямий) — точка перетину висот трикутника або їх продовжень. Інакше: ортоцентром називається точка перетину прямих, що містять висоти трикутника. Зазвичай ортоцентр позначають великою латинською літерою {\displaystyle H}.
В гострокутному трикутнику ортоцентр лежить всередині трикутника. В тупокутному — поза межами трикутника. В прямокутному трикутнику ортоцентр збігається з вершиною прямого кута.

## Властивості ортоцентра
- Ортоцентр лежить на одній прямій з центроїдом, центром описаного кола і центром кола дев'яти точок (див. Лінія Ейлера).
- Ортоцентр гострокутного трикутника є центром кола, вписаного в ортоцентричний трикутник даного трикутника.
- Точка перетину серединних перепендикулярів трикутника є ортоцентром трикутника з вершинами в серединах сторін даного трикутника.
- Точки, симетричні ортоцентру трикутника щодо його сторін, лежать на описаному колі.
- Точки, симетричні ортоцентру трикутника щодо середин сторін, також лежать на описаному колі і збігаються з точками, діаметрально протилежними відповідним вершинам.
- Якщо {\displaystyle O} — центр описаного кола {\displaystyle \bigtriangleup ABC}, то {\displaystyle {\overrightarrow {OH}}={\overrightarrow {OA}}+{\overrightarrow {OB}}+{\overrightarrow {OC}},}
- {\displaystyle |OH|={\sqrt {9R^{2}-(a^{2}+b^{2}+c^{2})}}}, де {\displaystyle R} — радіус описаного кола; {\displaystyle a}, {\displaystyle b}, {\displaystyle c} — довжини сторін трикутника.
- Відстань від вершини трикутника до ортоцентра вдвічі більша відстані від центру описаного кола до середини протилежної сторони.
- Будь-який відрізок, проведений з ортоцентра до перетину з описаним колом завжди ділиться колом Ейлера навпіл.
- Теорема Гамільтона. Три відрізка прямих, що з'єднують ортоцентр з вершинами гострого трикутника, розбивають його на три трикутника, що мають те ж саме коло Ейлера (коло дев'яти точок), що і вихідний гострокутний трикутник.